# ARHGDIA
ARHGDIA (англ. Rho GDP dissociation inhibitor alpha) – білок, який кодується однойменним геном, розташованим у людей на короткому плечі 17-ї хромосоми.  Довжина поліпептидного ланцюга білка становить 204 амінокислот, а молекулярна маса — 23 207.
| 10         |  | 20         |  | 30         |  | 40         |  | 50         |
| ---------- |  | ---------- |  | ---------- |  | ---------- |  | ---------- |
| MAEQEPTAEQ |  | LAQIAAENEE |  | DEHSVNYKPP |  | AQKSIQEIQE |  | LDKDDESLRK |
| YKEALLGRVA |  | VSADPNVPNV |  | VVTGLTLVCS |  | SAPGPLELDL |  | TGDLESFKKQ |
| SFVLKEGVEY |  | RIKISFRVNR |  | EIVSGMKYIQ |  | HTYRKGVKID |  | KTDYMVGSYG |
| PRAEEYEFLT |  | PVEEAPKGML |  | ARGSYSIKSR |  | FTDDDKTDHL |  | SWEWNLTIKK |
| DWKD       |  |            |  |            |  |            |  |            |

A: Аланін

C: Цистеїн

D: Аспарагінова кислота

E: Глутамінова кислота

F: Фенілаланін

G: Гліцин

H: Гістидин

I: Ізолейцин

K: Лізин

L: Лейцин

M: Метіонін

N: Аспарагін

P: Пролін

Q: Глутамін

R: Аргінін

S: Серин

T: Треонін

V: Валін

W: Триптофан

Кодований геном білок за функцією належить до активаторів гтфаз. 
Локалізований у цитоплазмі.